# Say Anything (Band)
Say Anything ist eine 2000 gegründete Indie/Punk/Pop-Rockband aus Los Angeles, Kalifornien.

## Geschichte
Leadsänger und Songwriter Max Bemis gründete die Band 2000 mit vier Freunden. Die beiden ersten EPs Junior Varsity und Menorah/Mejora und das Album Baseball wurden selbst produziert und über das Internet vertrieben.
2003 unterzeichneten sie ihren ersten Vertrag mit Doghouse Records und veröffentlichten ein Jahr später das Album ...Is a Real Boy, das von Punkproduzent Tim O’Heir produziert wurde. Während der Aufnahmen erlitt Sänger Max Bemis einen Nervenzusammenbruch, den er auf Stress zurückführte. Später wurde bekannt, dass er unter einer Bipolaren Störung leidet. Um das Album zu verbreiten, nahm die Band neue Mitglieder auf und begann eine Tour. Doch trotz des Fanbeifalls und Zuspruchs, glitt die Band bedingt durch Max Bemis' gesundheitliche Probleme ins Abseits, als mehrere Mitglieder die Band verließen.
2005 unterschrieb die Band einen Vertrag mit J Records, einem Tochterunternehmen von Sony BMG Music Entertainment, und veröffentlichte, nach der erfolgreichen Rehabilitation von Max Bemis, ...Was a Real Boy, eine Bonus-Disk zum Album ...Is a Real Boy. Am 23. Oktober 2007 veröffentlichen sie das Doppelalbum In Defense of the Genre. 2008 begannen sie eine Tournee quer durch die USA und England. Sie traten an jedem Tag der Warped Tour auf. Ihr viertes, selbst-betiteltes Album Say Anything wurde am 3. November 2009 veröffentlicht.
Die aktuelle Besetzung von Say Anything besteht aus Max Bemis (Gesang), Coby Linder (Schlagzeug), Alex Kent (Bass), Jake Turner (Gitarre, Gesang), Jeff Turner (Gitarre, Gesang) und Parker Case (Keyboard, Gesang).

## Diskografie

### Alben
- 2001: Baseball
- 2004: ...Is a Real Boy (Doghouse Records)
- 2007: In Defense of the Genre (J Records)
- 2009: Say Anything (RCA Records)
- 2012: Anarchy, My Dear (Equal Vision)
- 2014: Hebrews (Equal Vision)
- 2019: Oliver Appropriate (Equal Vision)
- 2024: …Is Commited (Equal Vision)

### EPs
- 2000: Junior Varsity
- 2001: In Your Dreams (Wiederveröffentlichung von Junior Varsity)
- 2003: Menorah/Mejora
- 2004: For Sale Tour EP

### Singles
- 2003: A Boston Peace
- 2005: Belt (Acoustic)
- 2005: Alive with the Glory of Love
- 2007: Wow, I Can Get Sexual Too
- 2007: Baby Girl, I'm a Blur
- 2008: Shiksa (Girlfriend)
- 2009: Hate Everyone
- 2012: Say Anything (Nur am 25.01. über die Facebookseite der Band veröffentlicht)
- 2012: Burn a Miracle

## Besetzung
| Mitglied      | Album    | Album            | Album                   | Album        | Instrument                                |
| Mitglied      | Baseball | ...Is a Real Boy | In Defense of the Genre | Say Anything | Instrument                                |
| ------------- | -------- | ---------------- | ----------------------- | ------------ | ----------------------------------------- |
| Max Bemis     | Ja       | Ja               | Ja                      | Ja           | Gesang, Gitarre                           |
| Coby Linder   | Ja       | Ja               | Ja                      | Ja           | Schlagzeug                                |
| Evan Span     | Ja       | Nein             | Nein                    | Nein         | Gitarre                                   |
| Michael Levin | Ja       | Nein             | Nein                    | Nein         | Bass                                      |
| Dan DeLauro   | Nein     | Ja               | Nein                    | Nein         | Bass                                      |
| Kevin Seaton  | Nein     | Ja               | Nein                    | Nein         | Bass                                      |
| Casper Adams  | Nein     | Ja               | Nein                    | Nein         | Gitarre                                   |
| Alex Kent     | Nein     | Ja               | Ja                      | Ja           | Bass                                      |
| Jake Turner   | Nein     | Ja               | Ja                      | Ja           | Backgroundgesang, Gitarre (Live)          |
| Jeff Turner   | Nein     | Ja               | Ja                      | Ja           | Backgroundgesang, Gitarre (Live)          |
| Parker Case   | Nein     | Ja               | Ja                      | Ja           | Backgroundgesang, Keyboard, Gitarre(Live) |